# Eustomias obscurus
Eustomias obscurus es una especie de pez de la familia Stomiidae en el orden de los Stomiiformes.

## Morfología
• Los machos pueden llegar alcanzar los 22,5 cm de longitud total.

## Hábitat
Es un pez de mar y de aguas profundas que vive entre 20-1900 m de profundidad.

## Distribución geográfica
Se encuentra en el  Atlántico oriental (desde Portugal-incluyendo las Islas Azores- hasta Guinea,  y, también, desde la República Democrática del Congo hasta Namibia) y el Atlántico occidental (desde Estados Unidos hasta Cuba, y, también, frente a las costas de Puerto Rico y del Brasil).